# Mathilde Brundage
Mathilde Brundage (n. 22 septembrie 1859, Kentucky, SUA – d. 6 mai 1939, Long Beach, California, SUA) a fost o actriță americană din era filmului mut. Ea apărut în 87 de filme între 1914 și 1928.
S-a născut în Louisville, Kentucky, Statele Unite. A murit în Long Beach, California, Statele Unite.

## Filmografie aleasă
- Emmy of Stork's Nest (1915)
- The Beloved Vagabond (1915)
- Wife Number Two (1917)
- Reputation (1917)
- Raffles, the Amateur Cracksman (1917)
- Wives of Men (1918)
- The Career of Katherine Bush (1919)
- The Man Who Lost Himself (1920)
- The Primitive Lover (1922)
- Strangers of the Night (1923)
- The Midnight Message (1926)
- That's My Daddy (1928)